# Альфер, Владимир Филиппович
Владимир Филиппович Альфер (10 марта 1927, Ялуторовск — 9 декабря 2003, Екатеринбург) — хоккейный тренер и функционер. Заслуженный работник физической культуры Российской Федерации (1995).

## Биография
Участник Великой Отечественной войны. Служил в Сибирском Краснознаменном округе, группе Советских войск в Германии, Уральском Краснознаменном округе: рядовой, курсант 1-го Томского артиллерийского училища, командир взвода, роты, батальона.
Первый старший тренер и начальник армейской команды «Звезда» из города Чебаркуль. Играющий тренер воинской части г. Чебаркуль сезона 1959/60.
Начальник команды «Автомобилист» (Свердловск) в 1975—1979 гг.
Завуч СДЮСШОР «Спартаковец» (Свердловск) в 1979—1984 гг.
Заместитель председателя Федерации хоккея Свердловской области 20.10.1989 — 1992 г.
Президент Федерации хоккея Свердловской области 1992 г. — 22.10.1996.
Президент Регионального отделения Федерации хоккея России, межрегионального координационного совета ФХР «Урал — Западная Сибирь» 14.07.1992 — 9.12.2003.
Вице-президент Федерации хоккея России 30.05.1997 — 09.12.2003.
Посмертно был избран в Зал Славы Отечественного хоккея (11.03.2004).
Награждён 14 медалями СССР и Российской Федерации.
Был женат, сын Александр, внучка Юлия, внук Владимир Альфер.
Скончался 9 декабря 2003 года. Похоронен на Западном кладбище Екатеринбурга.

## Память
15 августа 2007 года в городе Ялуторовск (Тюменская область) был открыт ледовый дворец спорта имени своего земляка Владимира Филипповича Альфера.

## Киновоплощения
- Владимир Дубровский — «Валерий Харламов. Дополнительное время», 2007.
- Роман Мадянов — «Легенда № 17», 2013.

## Награды и звания
- Заслуженный работник физической культуры Российской Федерации (19 октября 1995 года) — за заслуги в развитии физической культуры и спорта[1].
- Медаль «За победу над Германией в Великой Отечественной войне 1941—1945 гг.» (9 мая 1945 года).
- Медаль «За боевые заслуги» (30 декабря 1956 года)[2].